# Eratomyia magnifica
Eratomyia magnifica (лат.) — вид длинноусых двукрылых из семейства Rangomaramidae (Sciaroidea). Эндемик Эквадора (Quito-Baiza, E. Papallactam, на высоте 2 900 м). Длина тела около 6 мм, длина крыльев — около 5 мм. Антенны и ноги коричневые (бёдра желтоватые). Скапус и щупики жёлтые. Грудь блестящая тёмно-бурая. Тергиты 1-4 и 6 блестящие коричневые, а 5-й тергит — жёлтый. Кроме двух крупных фасеточных глаз имеют 3 оцеллия. На дистальном конце голени несут 1 или 2 шпоры (формула шпор: 1-2-2). По наличию нескольких шипиков на выступах 9-го тергита близок к родам подсемейства Chiletrichinae (Chiletricha, Rhynchoheterotricha и Insulatricha). Eratomyia рассматривается сестринским к роду Chiletricha, который известен из Чили, южной Аргентины и южной Бразилии.